# Atika (arhitektura)
Átika je v klasični arhitekturi pojem, ki označuje nizek zid (ali višino etaže) nad glavnim stavbnim napuščem, ki naj bi zakrivala streho. Dekoracija najvišjega dela zgradbe je bila zelo važna v antični grški arhitekturi pa tudi kasneje. Pogosto je bila okrašena s skulpturami in stolpiči.
V Rimski arhitekturi je atika postala pomemben element namenjen za dekorativne namene in za napise (na primer pri slavoloku). Prav tako je bila atika pomemben arhitekturni element v renesansi in baroku in se uporabljala nad mestnimi vrati, na slavolokih in podobno.
Že v 18. stoletju je ta pojem dobil nekoliko drugačen pomen in sicer kot prostor nad zidom najvišje etaže, to je direktno pod streho, iz česar je izšla moderna angleška beseda za podstrešje ali mansardo - attic.

## Antična arhitektura
Atika je bila najprej uporabljena v grški pokrajini Atika, od tod tudi ime. To je bil okras v strešnem področju zavihan navzgor iz žgane gline ali marmorja imenovan sima. Pomemben primer tega je mogoče najti v Atenah na spomeniku Thrasyllos. Skoraj nepogrešljiv del je bila atika nad vhodnimi vrati in slavoloki, kot podlaga za napise ali reliefe v rimskem času.
Klasična atika je brez oken, razen če je bilo v ozadju skrito podstrešje. Primeri interpretacije antične atike:
- Baptisterij svetega Janeza Krstnika, Firence (11/12 st.)
- Bazilika Santa Maria Novella

## Post-klasična doba
Od renesanse, baroka do klasicizma je atika priljubljen arhitekturni element. V času renesanse je bila, v cerkvah in posvetnih stavbah (mestne hiše in gradovi), v glavnem uporabljena za pokrivanje strešnih kapi. Podstrešje je bilo nato zazidano bodisi kot parapet ali balustrada.
Na baročnih palačah je bilo najvišje nadstropje pogosto nekoliko potisnjeno navznoter, da so lahko izvedli balustradno atiko. Atika je bila lahko izvedena v isti ravnini z zidom in nato ločena od njega le z vencem. Zaključni zidec je bil pogost v klasicizmu tako da je bil izveden na mansardi medetaže. Nekoliko nižje zadnje nadstropje, nameščeno nad zadnji venec najvišjega nadstropja, je na fasadi prevzelo vlogo atike v 18. stoletju. S tem so pridobili prostor za podstrešno stanovanje v francoski klasicistični arhitekturi, ki je razvila to novost. 
V Švici je atika ime za stanovanje zgrajeno na terasi nad zadnjim nadstropjem.
Danes se izraz atika uporablja tudi za napušč na robu ravne strehe.
V klasični arhitekturi je višina mansarde okoli ene tretjine osnovne višine zgradbe. Danes se o atiki govori tudi, če le 30 do 50 cm štrli nad zgornje nadstropje. Atika se uporablja tudi kot varnostna naprava. Zlasti v stavbah z ravno streho kot požarna stena, to je zid za preprečevanje prehajanja plamenov na strehi na sosednjo zgradbo.
- Slavolok Septimija Severa v Rimu
- Bazilika sv. Janeza Lateranskega v Rimu
- Zgradba v Krakovu
- Atika na pariškem Hôtel des Invalides
- Atika na piranski mestni hiši